# Berliner Platz (Osnabrück)
Der Berliner Platz befindet sich in der Osnabrücker Innenstadt am Wallring, der sich hier als Erich-Maria-Remarque-Ring und Goethering mit der querenden Wittekindstraße kreuzt. In der Vergangenheit hieß der Platz Schillerplatz. Er stellt als Treffpunkt mehrerer für den Stadtverkehr bedeutender Straßen eine der wichtigsten Kreuzungen in der Stadt dar.

## Lage
Der Berliner Platz befindet sich im nördlichen Wallring am Treffpunkt der Grenze zwischen der mittelalterlichen Alt- und Neustadt. Nördlich des Platzes verläuft die Grenze der Innenstadt, zu der der Platz gehört, zum Stadtteil Gartlage. Während nach Süden die Wittekindstraße zum Neumarkt führt, ist es nördlich vom Platz die gleichnamige Straße, welche in die Gartlage und im weiteren Verlauf in den Schinkel verläuft.

## Bebauung
Der Berliner Platz besitzt zwar nur eine postalische Adresse, jedoch gruppieren sich um den Platz Gebäude wie die Zentrale der Sparkasse Osnabrück oder die Zentrale der Neuen Osnabrücker Zeitung. Auch der erste Osnabrücker Bahnhof befindet sich am anschließenden Wittekindplatz. Ehemals weitere Gebäude am Platz wurden nach den Zerstörungen im Krieg nicht wieder errichtet.
Aktuell bestehen Pläne, den Platz durch eine Bebauung der Freifläche und Renovierung sowie Erweiterung des bestehenden Gebäudebestandes aufzuwerten.
Der Platz selber stellt eine der wichtigsten Straßenkreuzungen der Stadt dar.

## Geschichte
Der Berliner Platz erhielt seinen Namen 1961 kurz nach dem Bau der Berliner Mauer als Solidaritätsbekundung der Stadt Osnabrück an die Bürger der nun geteilten Stadt Berlin. Vor seiner Umbenennung in Berliner Platz trug er den Namen Schillerplatz. 1923 wurde eine geplante Umbenennung in Platz der Republik wegen des Widerstands verschiedener Kreise aufgegeben.
Von 1940 bis 1943 nutzte die Gestapo das ehemals hier am Platz befindliche Hotel Schaumburg, ehe sie den Keller des Schlosses Osnabrück nutzte.
Nach dem Tod von Helmut Kohl regte die CDU-Stadtfraktion an, den Platz in Helmut-Kohl-Platz umzubenennen. In der Folge befasste sich der Kulturausschuss der Stadt am 14. April 2018 mit dem Thema.
Gegen eine Umbenennung sind die Bewohner des einzigen am Platz adressierten Gebäudes. Zwar war eine Mehrheit im Stadtrat für eine Umbenennung des Platzes, jedoch scheuen die Bewohner des Gebäudes die Umbenennung, da sie mit Kosten und Aufwand verbunden ist. Auch sie und andere Osnabrücker Bürger äußerten sich skeptisch aufgrund der Spendenaffäre und anderer Verfehlungen, den Platz nach Helmut Kohl zu benennen.
Die Junge Union der Stadt möchte den Platz auch notfalls gegen den Willen der Anwohner umbenennen.